# Giltiga resehandlingar inom Europeiska unionen
|  | Europeiska unionen |

|  | Länder som omfattas av EES-avtalet |

|  | Schweiz |

Giltiga resehandlingar inom Europeiska unionen är de resehandlingar som är giltiga vid resa mellan unionens medlemsstater: Belgien, Bulgarien, Cypern, Danmark, Estland, Finland, Frankrike, Grekland, Irland, Italien, Kroatien, Lettland, Litauen, Luxemburg, Malta, Nederländerna, Polen, Portugal, Rumänien, Slovakien, Slovenien, Spanien, Sverige, Tjeckien, Tyskland, Ungern och Österrike. Enligt unionsrätten kan unionsmedborgare välja mellan att använda ett pass eller ett nationellt identitetskort som resehandling, medan tredjelandsmedborgare i regel alltid måste medta ett pass. Genom EES-avtalet och bilaterala avtal omfattar bestämmelserna även Island, Liechtenstein, Norge och Schweiz och medborgare från dessa länder; i detta sammanhang är dessa länder och deras medborgare därför likvärdiga med unionens medlemsstater respektive unionsmedborgare.
Enligt rörlighetsdirektivet har unionsmedborgare rätt att röra sig fritt mellan medlemsstaterna, utan några andra krav än innehav av en giltig resehandling (pass eller nationellt identitetskort). Denna rätt till fri rörlighet kan begränsas endast med hänsyn till allmän ordning, allmän säkerhet eller folkhälsa. Även tredjelandsmedborgare som är familjemedlemmar till en unionsmedborgare har rätt att röra sig fritt mellan medlemsstaterna, utan några andra krav än innehav av en giltig resehandling (pass), om de följer med eller ansluter sig till unionsmedborgaren när denna utövar sin rätt till fri rörlighet. Tredjelandsmedborgare som normalt omfattas av visumkrav kan dock behöva inneha ett giltigt visum om de inte innehar ett giltigt uppehållskort eller någon annan handling som beviljar visumfrihet. För övriga tredjelandsmedborgare krävs det i regel att personen, utöver att inneha en giltig resehandling, även uppfyller särskilda inresevillkor, vilket bland annat kan innefatta krav på innehav av ett giltigt visum eller uppehållstillstånd samt tillräckliga medel för personens uppehälle.
Identitetshandlingar som inte fastställer innehavarens medborgarskap, till exempel körkort, är i allmänhet inte giltiga som resehandlingar. Dock kan enskilda medlemsstater ha generösare nationell lagstiftning, till exempel gäller förmånligare regler för nordiska medborgare inom den nordiska passunionen.

## Olika typer av giltiga och ogiltiga resehandlingar
För unionsmedborgare finns två typer av resehandlingar som, enligt rörlighetsdirektivet, kan användas vid resa och uppehåll inom hela Europeiska unionen: pass och nationellt identitetskort. För tredjelandsmedborgare krävs i regel alltid pass. Körkort kan användas som en giltig resehandling endast vid resa mellan vissa specifika medlemsstater. Alla typer av giltiga resehandlingar registreras i Fado-systemet.

### Pass
Ett giltigt pass är alltid giltigt som resehandling, oavsett innehavarens medborgarskap. Unionsmedborgare kan dock välja att inneha ett giltigt nationellt identitetskort istället för pass. Tredjelandsmedborgare måste däremot i regel alltid inneha pass som giltig resehandling. För tredjelandsmedborgare som avser att besöka Schengenområdet för kortare vistelse måste passet ha utfärdats under de senaste tio åren och gälla i ytterligare minst tre månader efter planerat utresedatum.
Pass som utfärdas av en medlemsstat inom Europeiska unionen omfattas av vissa gemensamma bestämmelser om säkerhetsdetaljer. Därutöver finns det sedan mitten av 1980-talet även vissa gemensamma icke-bindande bestämmelser om passens utformning, till exempel att de ska ha en vinröd pärm.

### Nationellt identitetskort

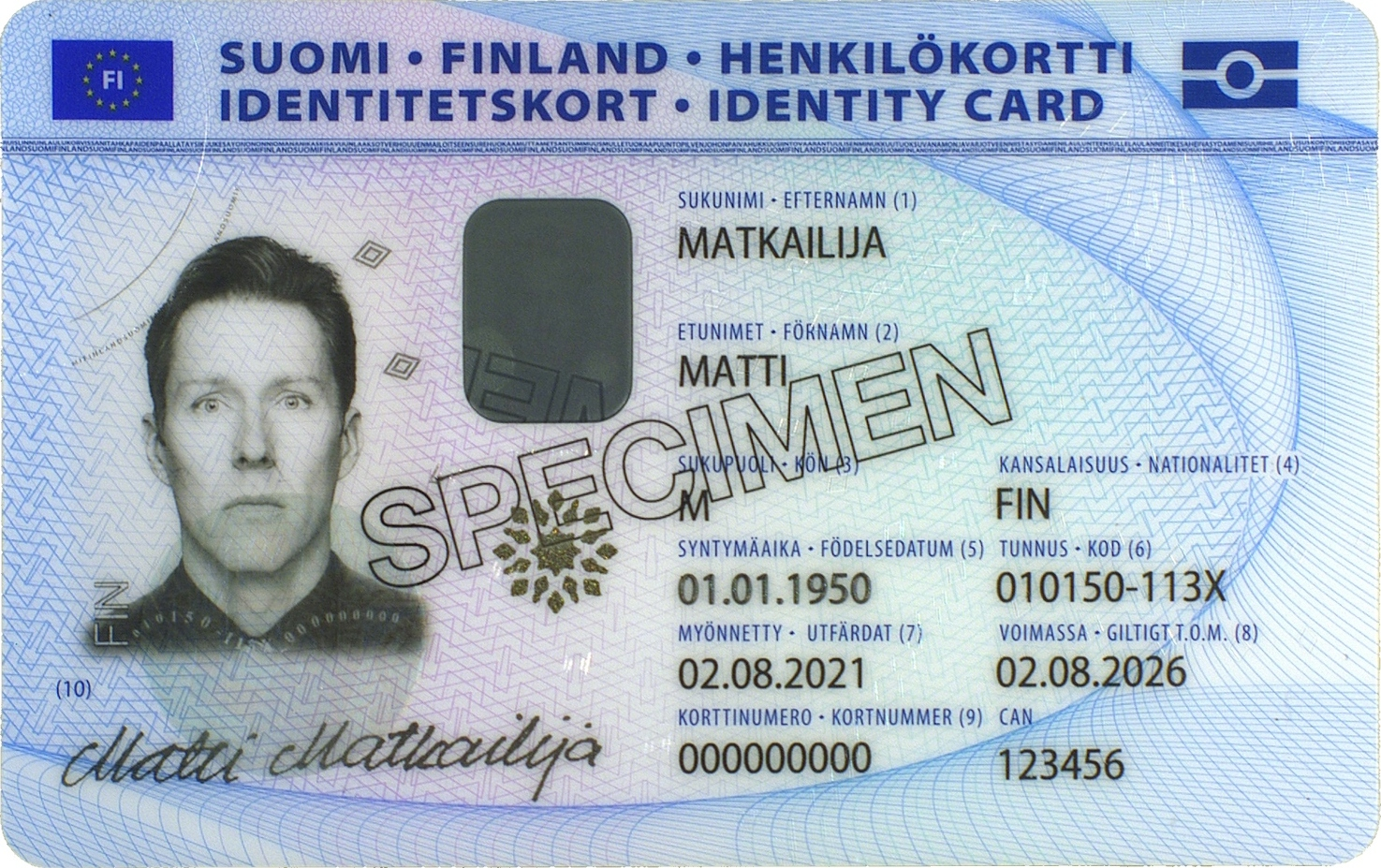
Ett finländskt nationellt identitetskort som tillåter fri rörlighet inom Europeiska unionen.

Ett giltigt nationellt identitetskort är giltigt som resehandling om innehavaren är unionsmedborgare eller medborgare från Island, Liechtenstein, Norge eller Schweiz.
Nationella identitetskort är identitetskort som utfärdas av de nationella, regionala eller lokala myndigheterna och som fastställer innehavarens medborgarskap, och därmed personens rätt till fri rörlighet. Identitetskort som inte fastställer innehavarens medborgarskap, till exempel körkort eller de identitetskort som utfärdas av Skatteverket, räknas inte som nationella identitetskort. Danmark och Irland utfärdar inte nationella identitetskort till sina egna medborgare vilket innebär att dessa alltid måste inneha pass. Irland utfärdar dock ett pass i kortformat som till stora delar liknar ett nationellt identitetskort.
De första gemensamma standarderna för nationella identitetskort antogs i form av en icke-bindande resolution av Europeiska unionens råd under 2006. Resolutionen innebar bland annat att nationella identitetskort behövde innehålla födelsedatum, sista giltighetsdatum och ett fotografi av innehavaren. Genom en förordning, som blev fullt tillämplig den 2 augusti 2021, fastställde Europaparlamentet och Europeiska unionens råd för första gången bindande bestämmelser om vissa säkerhetsdetaljer och andra bestämmelser om utformningen av nationella identitetskort. Bestämmelserna innebär att alla nationella identitetskort måste uppfylla Icaos regler för resehandlingar och innehålla ett fotografi av innehavaren, namn, kön, nationalitet, födelsedatum, dokumentnummer, sista giltighetsdatum, underskrift, dokumenttyp och utfärdande organisation, samt ha ett maskinläsbart fält och ett avläsbart chip. Enligt bestämmelserna ska de nationella identitetskorten även prydas av europeiska flaggan. Redan utfärdade nationella identitetskort som inte uppfyller de nya bestämmelserna fortsätter att gälla fram till att deras giltighetstid löper ut, dock senast den 3 augusti 2031. Vid en utvärdering i september 2023 av de nya bestämmelserna om nationella identitetskort konstaterade Europeiska kommissionen flera brister i medlemsstaternas genomförande av bestämmelserna.
I mars 2024 konstaterade EU-domstolen att förordningen om vissa säkerhetsbestämmelser och andra bestämmelser om utformningen av nationella identitetskort hade antagits på felaktig rättslig grund och ogiltigförklarade förordningen som följd. Förordningen gäller dock till dess att en ny förordning antagen på den korrekta rättsliga grunden träder i kraft, dock inte längre än till och med den 31 december 2026.

### Körkort
Ett körkort är i regel inte giltigt som resehandling eftersom det inte fastställer innehavarens medborgarskap. Inom den nordiska passunionen kan dock nordiska medborgare normalt resa fritt med enbart ett nordiskt körkort. Pass eller nationellt identitetskort är då inte nödvändigt. Vid resa utanför de nordiska länderna kan körkort i regel inte användas som resehandling.

### Identitetskort som inte är giltig resehandling
En del medlemsstater utfärdar identitetskort som inte är giltiga som resehandling. Dessa identitetskort, till exempel de som utfärdas av Skatteverket eller av privata aktörer, såsom banker, saknar bland annat uppgifter om medborgarskap och kan därför inte användas som resehandling.

## Krav på innehav av giltig resehandling

### Vid in- och utresa
Innehav av en giltig resehandling krävs i regel alltid vid resa mellan medlemsstaterna inom Europeiska unionen. Vid resa till eller från de medlemsstater som står utanför Schengenområdet kontrolleras innehav av giltig resehandling alltid vid gränsen. Vid resa inom Schengenområdet kontrolleras innehav av giltig resehandling i regel inte vid gränsen, utom vid tillfälliga inre gränskontroller. Kontroller kan dock ske i andra sammanhang, till exempel i form av inre utlänningskontroller och poliskontroller som föranleds av brottsmisstanke.
För unionsmedborgare som utövar sin rätt till fri rörlighet är det tillräckligt att inneha en giltig resehandling för att passera medlemsstaternas gränser. Detta gäller även tredjelandsmedborgare som är familjemedlemmar till en unionsmedborgare, om de följer med eller ansluter sig till unionsmedborgaren när denna utövar sin rätt till fri rörlighet. Tredjelandsmedborgare som normalt omfattas av visumkrav kan dock behöva inneha ett giltigt visum om de inte innehar ett giltigt uppehållskort eller någon annan handling som beviljar visumfrihet.
För övriga tredjelandsmedborgare krävs det i regel att personen, utöver att inneha en giltig resehandling, även uppfyller särskilda inresevillkor, vilket bland annat kan innefatta krav på innehav av ett giltigt visum eller uppehållstillstånd samt tillräckliga medel för personens uppehälle.

#### Svenska passlagen
Den svenska passlagen reglerar vilka resehandlingar svenska medborgare måste inneha vid resa till och från Sverige. Fram till den 1 juli 2015 bröt den svenska passlagen mot rörlighetsdirektivets bestämmelser. Före den 1 juli 2015 föreskrev den svenska passlagen att svenska medborgare var tvungna att inneha pass vid resa till de medlemsstater inom Europeiska unionen som inte ingick i Schengenområdet. Ett svenskt nationellt identitetskort kunde inte användas av svenska medborgare som ville resa till medlemsstater utanför Schengenområdet, till exempel Irland. För inresa till Sverige godtogs dock nationella identitetskort från alla medlemsstater som godkänd resehandling. Europeiska kommissionen konstaterade i en utvärdering 2008 att den svenska lagstiftningen i detta avseende inte var förenlig med rörlighetsdirektivets bestämmelser, men något överträdelseförfarande inleddes aldrig. 2013 påpekade kommissionen på nytt, efter klagomål från allmänheten, att den svenska lagstiftningen var oförenlig med unionsrätten, vilket fick den svenska regeringen att agera.
Efter kritik mot den svenska passlagens tidigare bestämmelser, tillkännagav regeringen den 2 juli 2014 planer på att ändra lagen så att svenska nationella identitetskort skulle godtas vid resa från Sverige till samtliga andra medlemsstater inom Europeiska unionen. Den 22 januari 2015, efter att synpunkter från remissinstanser hade inhämtats, lades en lagrådsremiss om lagändring. Lagrådet hade inga invändningar, och riksdagen beslutade den 20 maj 2015 att anta lagändringen. Lagändringen trädde i kraft den 1 juli 2015. Lagen ger numera svenska medborgare rätt att resa med nationellt identitetskort inom hela unionen, även till de medlemsstater som inte ingår i Schengenområdet. Däremot är det fortfarande inte möjligt för svenska medborgare att resa till andra länder, till exempel på västra Balkan, som unilateralt godkänner nationella identitetskort som giltiga resehandlingar istället för pass.

### Vid uppehåll
Innehav av en giltig resehandling krävs i regel alltid vid uppehåll i en medlemsstat. Varken rörlighetsdirektivet eller Schengenregelverket påverkar medlemsstaternas möjligheter att även kräva att personer bär på sig sådana handlingar vid vistelse på allmänna platser. Innehav av giltig resehandling kan kontrolleras i samband med inre utlänningskontroller och poliskontroller som föranleds av brottsmisstanke. Giltiga resehandlingar kan även krävas i andra sammanhang, till exempel vid flygresor och hotellvistelser. För de medlemsstater som omfattas av Schengenregelverket ska eventuella krav på personer att inneha eller bära på sig resehandlingar meddelas till Europeiska kommissionen.
Medlemsstaterna kan även kräva att unionsmedborgare och tredjelandsmedborgare anmäler sin närvaro till ansvariga myndigheter vid inresa, även från andra Schengenländer; vanligen gäller att hotellboende inte behöver hantera detta då hotellen sköter det åt dem, om så krävs. För de medlemsstater som omfattas av Schengenregelverket ska eventuella krav på tredjelandsmedborgare att anmäla sig till ansvariga myndigheter meddelas till kommissionen.
| Medlemsstat   | Skyldighet för vuxna att bära på sig giltig resehandling eller motsvarande giltig identitetshandling enligt nationell rätt | Skyldighet för unionsmedborgare och/eller tredjelandsmedborgare att anmäla sin närvaro |
| ------------- | --- | -------------------------------------------------------------------------------------- |
| Belgien       | Obligatoriskt för alla medborgare                                                                                          | Anmälningsplikt förekommer                                                             |
| Bulgarien     | Obligatoriskt för alla medborgare                                                                                          | Anmälningsplikt förekommer                                                             |
| Cypern        | Obligatoriskt för alla medborgare                                                                                          | Anmälningsplikt förekommer                                                             |
| Danmark       | Obligatoriskt för alla icke-nordiska medborgare                                                                            | Ingen särskild anmälningsplikt                                                         |
| Estland       | Obligatoriskt för alla medborgare                                                                                          | Ingen särskild anmälningsplikt                                                         |
| Finland       | Inga allmänna krav på att bära på sig giltig resehandling                                                                  | Ingen särskild anmälningsplikt                                                         |
| Frankrike     | Obligatoriskt för alla medborgare                                                                                          | Anmälningsplikt förekommer                                                             |
| Grekland      | Obligatoriskt för alla medborgare                                                                                          | Anmälningsplikt förekommer                                                             |
| Irland        | Inga allmänna krav på att bära på sig giltig resehandling                                                                  | Ingen särskild anmälningsplikt                                                         |
| Island        | Obligatoriskt för alla icke-nordiska medborgare                                                                            | Anmälningsplikt förekommer                                                             |
| Italien       | Inga allmänna krav på att bära på sig giltig resehandling                                                                  | Anmälningsplikt förekommer                                                             |
| Kroatien      | Obligatoriskt för alla medborgare                                                                                          | Anmälningsplikt förekommer                                                             |
| Lettland      | Inga allmänna krav på att bära på sig giltig resehandling (utom vid gränsområden)                                          | Ingen särskild anmälningsplikt                                                         |
| Liechtenstein | Inga allmänna krav på att bära på sig giltig resehandling                                                                  | Ingen särskild anmälningsplikt                                                         |
| Litauen       | Inga allmänna krav på att bära på sig giltig resehandling (utom vid gränsområden)                                          | Ingen särskild anmälningsplikt                                                         |
| Luxemburg     | Obligatoriskt för alla medborgare                                                                                          | Anmälningsplikt förekommer                                                             |
| Malta         | Inga allmänna krav på att bära på sig giltig resehandling                                                                  | Anmälningsplikt förekommer                                                             |
| Nederländerna | Obligatoriskt för alla medborgare                                                                                          | Anmälningsplikt förekommer                                                             |
| Norge         | Obligatoriskt för utländska medborgare                                                                                     | Anmälningsplikt förekommer                                                             |
| Polen         | Obligatoriskt för alla medborgare                                                                                          | Anmälningsplikt förekommer                                                             |
| Portugal      | Obligatoriskt för alla medborgare                                                                                          | Anmälningsplikt förekommer                                                             |
| Rumänien      | Obligatoriskt för utländska medborgare                                                                                     | Anmälningsplikt förekommer                                                             |
| Schweiz       | Inga allmänna krav på att bära på sig giltig resehandling                                                                  | Anmälningsplikt förekommer                                                             |
| Slovakien     | Obligatoriskt för alla medborgare                                                                                          | Anmälningsplikt förekommer                                                             |
| Slovenien     | Obligatoriskt för utländska medborgare                                                                                     | Anmälningsplikt förekommer                                                             |
| Spanien       | Obligatoriskt för alla medborgare                                                                                          | Anmälningsplikt förekommer                                                             |
| Sverige       | Obligatoriskt för utländska medborgare                                                                                     | Ingen särskild anmälningsplikt                                                         |
| Tjeckien      | Obligatoriskt för alla medborgare                                                                                          | Anmälningsplikt förekommer                                                             |
| Tyskland      | Obligatoriskt för alla medborgare                                                                                          | Anmälningsplikt förekommer                                                             |
| Ungern        | Obligatoriskt för alla medborgare                                                                                          | Anmälningsplikt förekommer                                                             |
| Österrike     | Obligatoriskt för utländska medborgare                                                                                     | Anmälningsplikt förekommer                                                             |

### För barn
Barn omfattas av samma bestämmelser som vuxna med avseende på vilka resehandlingar som är giltiga och när dessa resehandlingar måste innehas. Från och med den 26 juni 2012 får barn inte vara inskrivna i föräldrarnas pass, utan måste inneha egna resehandlingar på samma villkor som vuxna. För barn som reser ensamma, med vuxna som inte är deras vårdnadshavare eller med enbart en förälder kan det även krävas en officiell handling undertecknad av de icke-medföljande vårdnadshavarna som ger barnet rätt att resa. Sådana bestämmelser regleras av nationell lagstiftning i varje medlemsstat.

## Relation till Schengensamarbetet
Inom Schengenområdet har gränskontrollerna vid de inre gränserna förvisso avskaffats, men detta påverkar inte kravet på att inneha en giltig resehandling vid resa mellan medlemsstaterna. Även om innehav av giltig resehandling i regel inte kontrolleras vid de inre gränserna, så förekommer kontroller i samband med till exempel tillfälliga inre gränskontroller, inre utlänningskontroller och poliskontroller som föranleds av brottsmisstanke. Giltiga resehandlingar kan även krävas i andra sammanhang, till exempel vid flygresor och hotellvistelser.

## Särskilda bestämmelser

### Nordiska passunionen och Grönland
Inom Grönland och den nordiska passunionen, som innefattar de nordiska länderna Danmark, Finland, Island, Norge och Sverige, inklusive de självstyrande ögrupperna Färöarna och Åland men exklusive Grönland, Jan Mayen och Svalbard, kan nordiska medborgare röra sig fritt utan krav på innehav av en giltig resehandling. Dock måste sådana medborgare kunna påvisa sin identitet och sitt nordiska medborgarskap. I avsaknad av pass eller nationellt identitetskort är det vanligtvis tillräckligt att inneha ett giltigt nordiskt körkort för att göra detta. Övriga medborgare måste inneha giltig resehandling, pass eller, för unionsmedborgare, nationellt identitetskort, vid resa inom den nordiska passunionen.

### Gemensamma resezonen
Som en del av rörlighetsdirektivet gäller bestämmelserna om giltiga resehandlingar även för Irland. På grund av Irlands särskilda undantagsklausul gällande Schengensamarbetet kontrolleras dock alla resehandlingar vid inresa från övriga medlemsstater. Inom den gemensamma resezonen, som innefattar Irland, Storbritannien, Isle of Man och Kanalöarna, kan medborgare i dessa länder och territorier röra sig fritt om de innehar en godkänd fotolegitimation. Vissa flygbolag, till exempel Ryanair, godkänner dock inte körkort eller annan fotolegitimation, vilket innebär att en giltig resehandling krävs för deras flygningar. Övriga medborgare måste inneha giltig resehandling. Under sin tid som medlemsstat inom Europeiska unionen kunde unionsmedborgare resa till Storbritannien med ett nationellt identitetskort istället för pass, en möjlighet som fortsatte att existera fram till den 1 oktober 2021. Sedan dess måste unionsmedborgare i regel alltid inneha pass vid resa till Storbritannien, utom särskilda undantagna grupper, däribland personer som åtnjuter uppehållsstatus.

### Territorier associerade med Europeiska unionen
De gemensamma bestämmelserna för giltiga resehandlingar inom Europeiska unionen gäller även unionens yttersta randområden, som innefattar de portugisiska ögrupperna Azorerna och Madeira, den spanska ögruppen Kanarieöarna, de franska utomeuropeiska departementen Franska Guyana, Guadeloupe, Martinique, Mayotte och Réunion samt det franska förvaltningsområdet Saint-Martin. I undantagsfall kan det förekomma att flygbolag endast accepterar pass som giltig resehandling vid resa till de yttersta randområdena.
Även om rörlighetsdirektivet inte är tillämpligt i övriga territorier som är associerade med unionen så är nationella identitetskort vanligtvis i praktiken giltiga även vid resa till och från dessa territorier.